# Holoptic

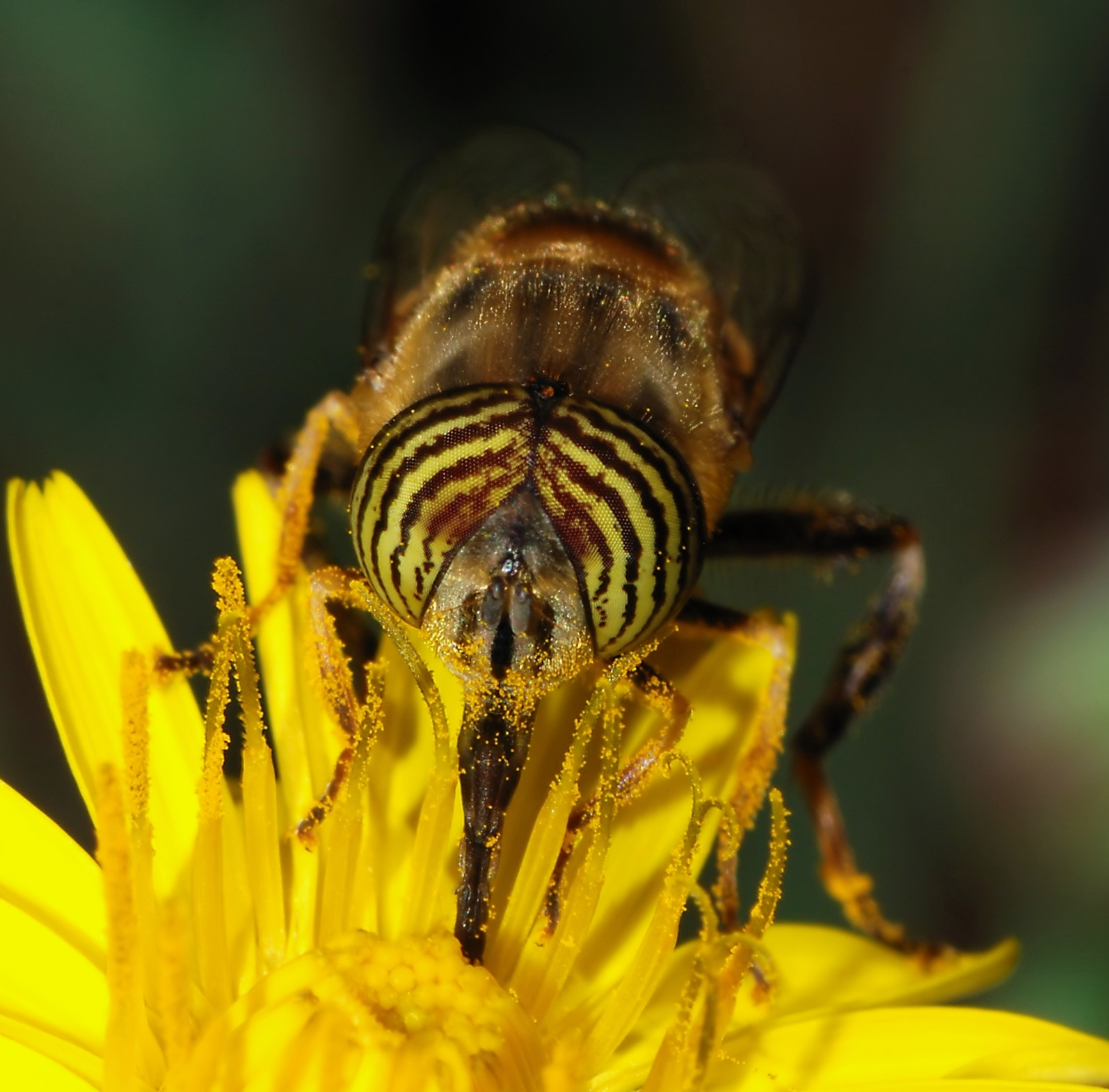
Mắt holoptic của Eristalinus taeniops.

Holoptic đề cập đến cách mắt của ruồi dọc theo trên chiều dài lưng của đầu. Mắt Holoptic là điển hình của một số ruồi đực, đặc biệt là Syrphidae.